# Teratodes monticollis
Teratodes monticollis là một loài châu chấu có nguồn gốc từ Ấn Độ và Sri Lanka. Nó lần đầu tiên được mô tả bởi nhà động vật học Anh George Robert Gray vào năm 1832 như Gryllus monticollis.
Teratodes monticollis ăn lá cây. Cả nhộng và con trưởng thành của loài này có màu xanh lá cây xỉn. Các đốt ngực trước mở rộng thành một "mui xe" cấu trúc lớn vượt với màu vàng cam, đem lại cho chúng có hình dáng như một chiếc lá.